# 61-я отдельная механизированная бригада
61-я отдельная механизированная Степная бригада (укр. 61-ша окрема механізована Степова бригада), ранее известная как 61-я отдельная мотопехотная бригада (укр. 61-ша окрема мотопіхотна бригада) — кадровое соединение Вооруженных сил Украины. Состояла в Корпусе резерва.

## История
В 2015 году в составе Корпуса резерва была сформирована 61-я отдельная мотопехотная бригада из трёх батальонов территориальной обороны. В апреле 2017 года в 61-ю отдельную мотопехотную бригаду передали два специализированных медицинских автомобиля от Сумской государственной администрации. В конце мая 2017 года бригада участвовала в военных учениях в Черниговской области на Гончаровском полигоне. В июне 2017 года состоялись учения бригады на общевоенном полигоне в Днепропетровской области. Командующий войсками оперативного командования «Север» генерал-майор Вячеслав Назаркин отметил высокий уровень подготовки и слаженности военнослужащих. 25 апреля 2019 года на базе 61-я отдельной пехотной бригады была создана 61-я отдельная пехотная егерская бригада. После этого подразделение попало под прямое командование ОК «Север».
С 6 августа 2024 года бригада принимает участие в наступлении ВСУ в Курской области.

## Состав
- 61-я отдельная пехотная егерская бригада
  - Управление
  - 1-й стрелковый батальон (БРМ-1К[6])
  - 2-й стрелковый батальон (БРМ-1К)
  - 3-й стрелковый батальон (БРМ-1К)
  - Танковый батальон
  - 61-я артиллерийская бригада
    - Штаб и батарея захвата целей
    - Самоходно-артиллерийский дивизион (2С1 Гвоздика)
    - Полевой гаубичный артиллерийский дивизион
    - Реактивно-артиллерийский дивизион (БМ-21 Град, RM-70[6])
    - Противотанковый артиллерийский дивизион (МТ-12
)

  - Саперный батальон
  - Ремонтный батальон
  - Логистический батальон
  - Разведывательная рота
  - Снайперская рота
  - Радарная рота
  - Медицинская рота
  - Бригадный оркестр

## Вооружение
Стрелковые батальоны бригады вооружены БРМ-1К. В 2022 году бригада получила на вооружение чешские РСЗО RM-70.

## Боевое применение
Принимает участие в боевых действиях с начала вторжения России на Украину. Участвовала в освобождении Херсона в 2022 году.